# Madame Breton
Pour les articles homonymes, voir Breton (homonymie) et Le Breton.
Franziska Romana Breton dite Madame Breton, aussi appelée Madame Le Breton, née à Vienne le 3 novembre 1809 et morte à Fontainebleau le 10 août 1895, est une photographe autrichienne.
Active dans les années 1850 et 1860 à Rouen et Paris, elle est la deuxième femme membre de la Société française de photographie.

## Biographie
Franziska Romana Breton naît le 3 novembre 1809 dans la paroisse Sankt-Augustin à Vienne. Elle est la fille de Jean Breton et de Catherine Steinbreckein. En 1828, installée à Rouen comme couturière, elle met au monde une enfant naturelle, prénommée Françoise Alexandrine, qui meurt deux semaines plus tard. Sur les actes d'état civil, elle déclare désormais s'appeler Françoise Romaine Stéphanie Breton.
Ce n’est qu’en 1857, qu’elle apparaît comme photographe, sous le nom de Madame Breton (ou parfois Le Breton). Elle est alors la deuxième femme à adhérer à la Société française de photographie, après Louise Leghait en 1856,, et avant Louise Laffon en 1864.
Elle est installée au 128, rue des Charrettes, à Rouen. À cette adresse vit Pierre Prosper Alexandre Quibel, courtier d'assurances, qu'elle épousera plus tard, en 1869. Avant cette date, on ne connaît pas la nature de leur relation. Pierre Quibel est un notable rouennais, adjoint au maire de la ville et chevalier de la Légion d'honneur.
En 1861, Madame Breton participe à la troisième exposition de la Société française de photographie, au Palais de l'Industrie. Si la presse souligne « la délicatesse de son goût dans les Tombeaux des cardinaux d'Amboise », il lui est aussi conseillé de s'inspirer des photographes anglais et de « renoncer à ajouter des ciels sur les clichés ». L'année suivante, elle est récompensée d'une mention honorable à l'issue de l'exposition universelle de Londres. Dans le British Journal of Photography, ses travaux — des paysages et vues d'architecture, à Saint-Jean-de-Luz, Bilbao, ou encore dans les Pyrénées — sont jugés aptes « à rendre les hommes envieux (to make the men envious) », et sa maîtrise technique remarquée.
Vers 1864, son adresse professionnelle devient le 3, rue du Clos-Thirel, à Rouen. Sa participation à l'exposition universelle de Paris en 1867 lui vaut à nouveau une mention honorable. Après quoi sa carrière de photographe semble s'arrêter. En janvier 1869, elle est néanmoins toujours membre de la SFP, à laquelle elle offre différentes épreuves sur papier. En septembre, son mariage avec Pierre Quibel est célébré à Paris — où ils vivent respectivement rue Lepic et rue des Acacias — alors qu’elle a déjà 61 ans et lui 71. Le couple s’établit peu après à Fontainebleau.
Lors de la séance du 7 mai 1880 de la Société de géographie, la candidature de Madame Breton est présentée par les géographes Charles Maunoir et Victor Adolphe Malte-Brun, respectivement secrétaire général de la société et ancien secrétaire. Elle est acceptée comme membre lors de la séance du 21 mai 1880.
Pierre Quibel meurt à Fontainebleau en 1886. Madame Breton, son héritière, y demeure jusqu’à sa mort, en août 1895. Quelques mois plus tard, sa succession donne lieu à une bataille judiciaire auprès du tribunal civil de Fontainebleau, puis de la cour d'appel de Paris, de nombreux prétendants et prétendantes à l'héritage produisant des testaments olographes déposés chez différents notaires. Ironie du sort, l'affaire aboutit à un arrêté autorisant la possibilité de faire photographier les pièces d'un dossier à des fins d'examen, dans une procédure civile,.

## Collections publiques
- Paris, Société française de photographie[28]
- Rouen, archives départementales de la Seine-Maritime[29],[Note 6]

## Expositions
- Du 4 octobre 2015 au 24 janvier 2016, « Qui a peur des femmes photographes ? », Paris, musée d'Orsay, musée de l'Orangerie[30],[31]
- Du 25 mai au 22 septembre 2024, « Photographier en Normandie (1840-1890). Un dialogue pionnier entre les arts », Le Havre, musée d'Art moderne André-Malraux